# Clorazépate
Le clorazépate  est un médicament de la famille des benzodiazépines. Il est utilisé pour ses propriétés anxiolytiques, anticonvulsives, myorelaxantes et sédatives.
C'est son sel de potassium qui est commercialisé, le clorazépate dipotassique . Son nom systématique est 7-chloro-2,3-dihydro-2-oxo-5-phényl-1H-1,4-benzodiazépine-3-carboxylate de potassium et d'hydroxyde de potassium.
Le clorazépate est ensuite métabolisé en Nordazépam puis en Oxazépam.
Le clorazépate est commercialisé sous les marques Tranxène et Tranxilium par le laboratoire Neuraxpharm depuis mi-2024,  Sanofi ayant vendue l'exclusivité de la vente de cette molécule en France à cet autre laboratoire.

## Indications thérapeutiques
Le clorazépate est utilisé principalement pour le traitement de l'anxiété et des attaques de panique.
Il est parfois utilisé dans la prise en charge du delirium tremens et du syndrome de sevrage alcoolique.
Il est un anxiolytique utile en raison de sa longue demi-vie et c'est à elle que le Tranxène doit sa réputation.[réf. nécessaire]

### Forme galénique et quantité de principe actif par unité
En Suisse
- capsules à 5, 10, 20 mg Dikalii clorazepas ;
- comprimés pelliculés à 20, 50 mg Dikalii clorazepas.

En France

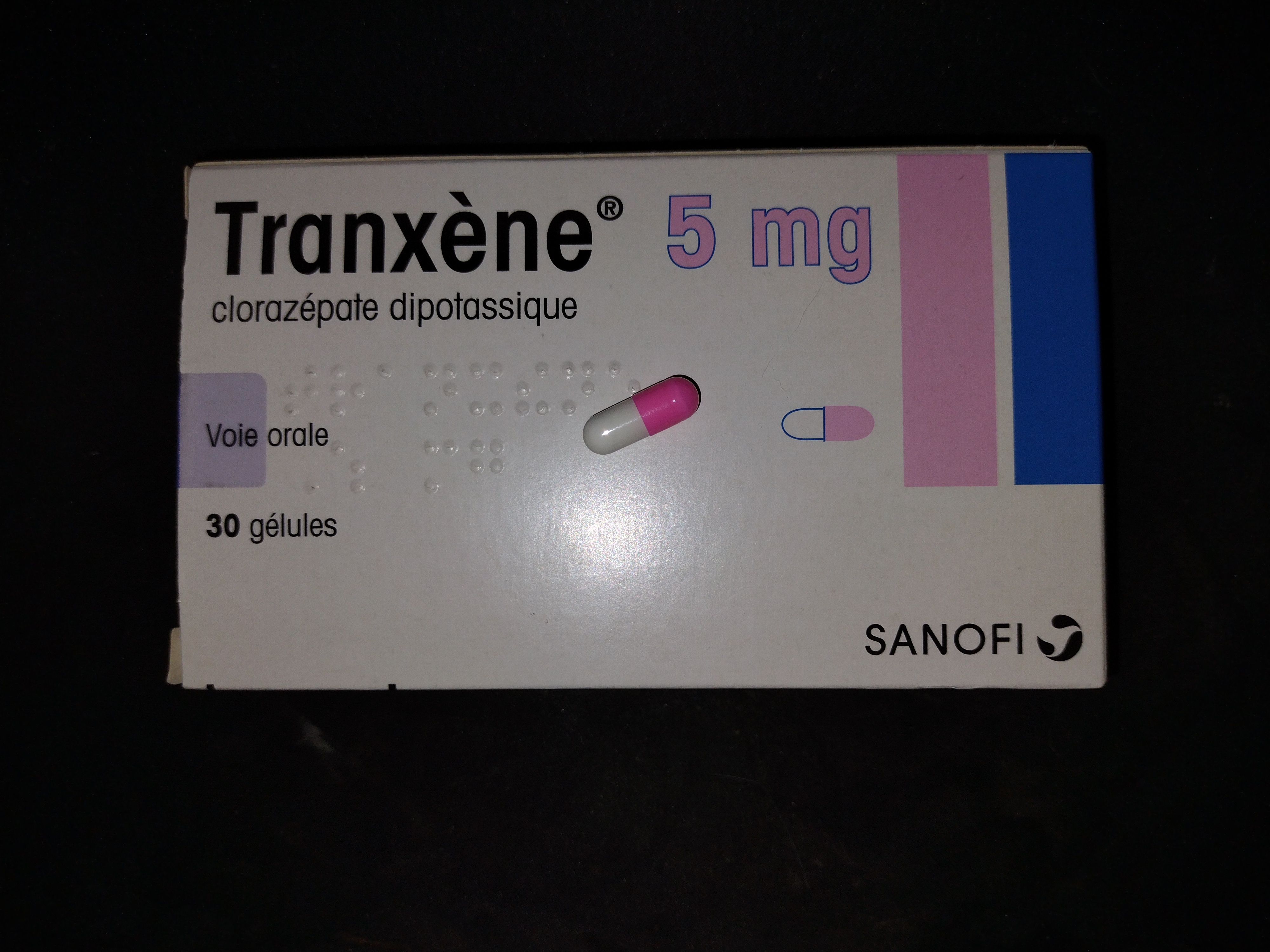
Boîte de Tranxène 5mg en France

- capsules de 5, 10 et 20 mg (Tranxène) ; Boîte de Tranxène 5mg en France Boîte de Tranxène 10 mg en France. Boîte de Tranxène 20 mg en France.

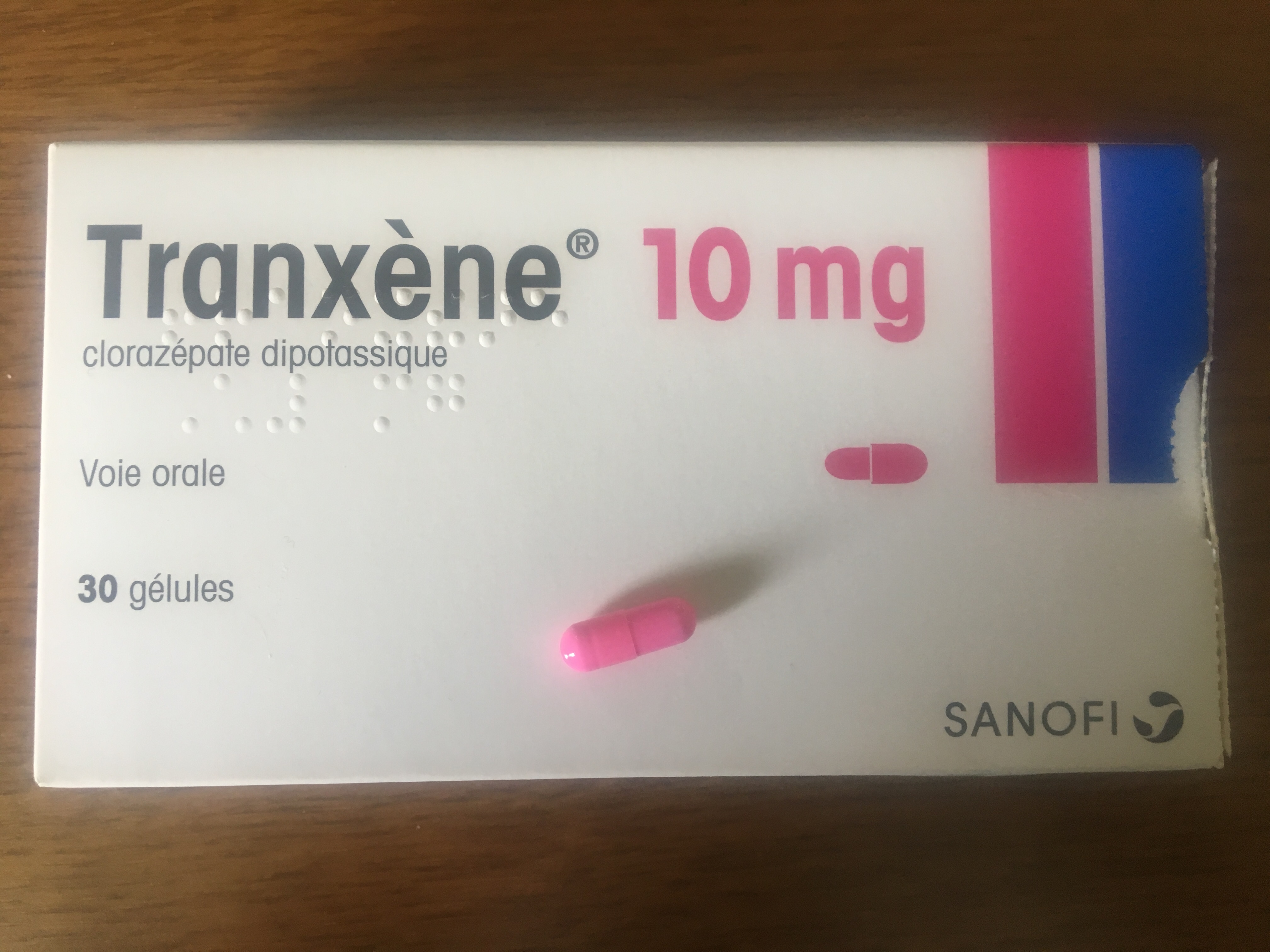
Boîte de Tranxène 10 mg en France.

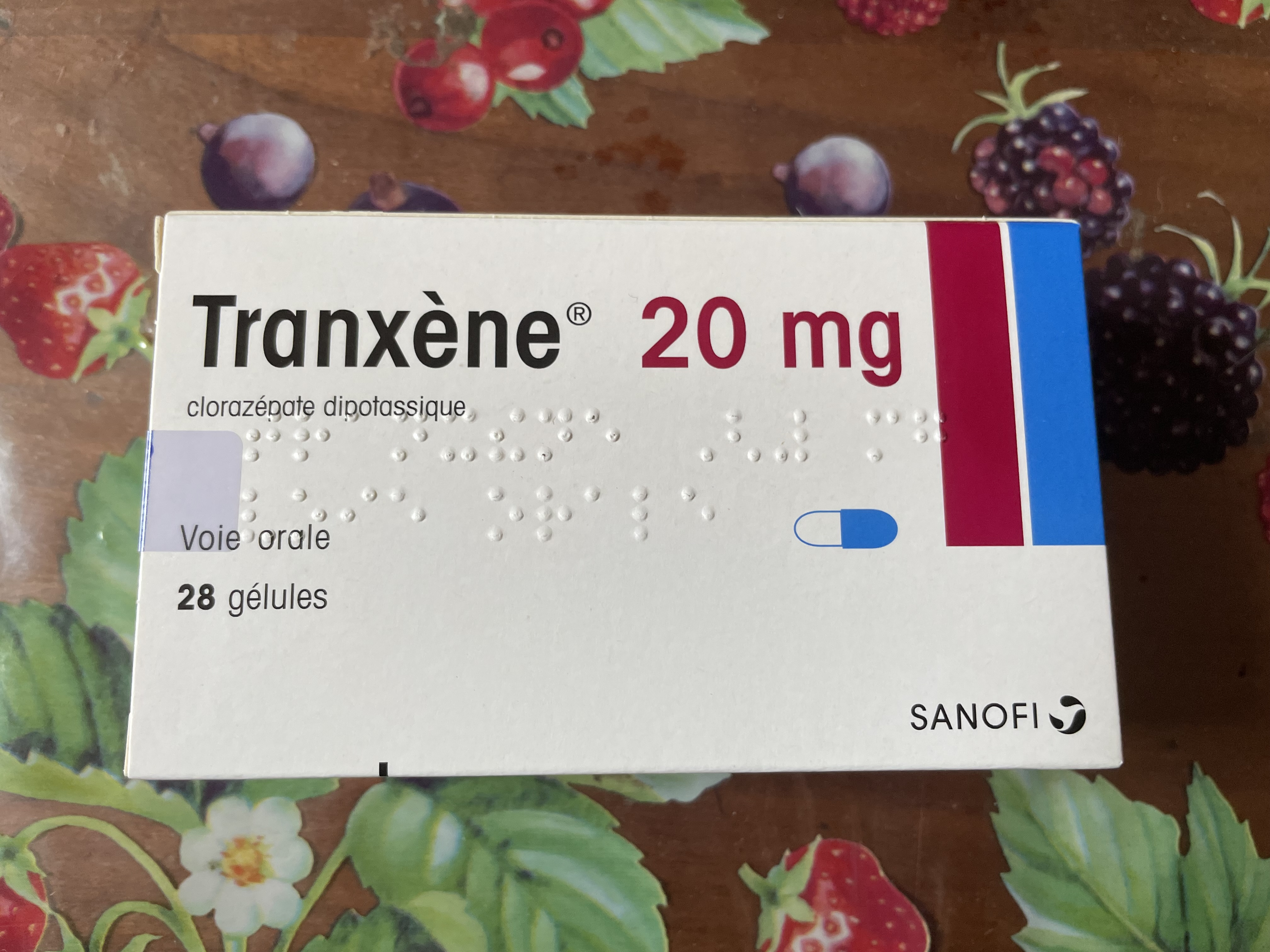
Boîte de Tranxène 20 mg en France.

- poudre pour solution injectable de 20 mg (Tranxène).

### Indications/Possibilités d’emploi
- États d’anxiété et ses manifestations sous forme de nervosité, tensions, agitations, troubles et affections neurovégétatifs et psychosomatiques.
- Sevrage éthylique et prévention du delirium tremens.
- Tétanos (en réanimation)
- Sevrage des benzodiazepines dû à sa longue demi-vie
- La version dosée à 20 milligrammes est classée en France comme stupéfiant depuis 2012[3] et nécessite en conséquence une ordonnance sécurisée avec prescription du type de médicament (gélule) et de la posologie (vingt milligrammes) en toutes lettres sur une durée maximale de 28 jours.

## Posologie/Mode d’emploi
Durée du traitement
À cause du risque de dépendance, les benzodiazépines ne devraient être administrées que pendant une durée limitée : quelques jours dans le cas de troubles aigus, 2 à 4 semaines en général lors de troubles chroniques.
Il faudrait ensuite déterminer si la poursuite du traitement reste indiquée (voir « Mises en garde et précautions »).
Dose journalière usuelle
La posologie usuelle est de 5–30 mg/jour chez l’adulte. Il convient de commencer le traitement avec les doses les plus faibles. Ces doses peuvent être augmentées de manière progressive en fonction de la nécessité clinique.
La dose journalière totale peut être administrée de la manière suivante, en adaptant individuellement la posologie et la fréquence d’administration :
- en prises fractionnées, réparties dans la journée (Tranxène 5 mg et 10 mg) ;
- ou (uniquement chez l’adulte) en dose unique (généralement Tranxène 20 mg) sous forme d’une capsule ou d’un Tabs entre 18 et 20 h. Ce mode d’administration améliore la qualité du sommeil et permet, grâce à la longue demi-vie du métabolite actif, un effet tranquillisant pendant la journée.

Tranxilium 50 n'est pas commercialisé en France. Il permet l’utilisation de doses élevées dans l’approche du traitement des états anxieux sévères. La dose journalière est alors comprise entre 25–100 mg, soit un demi à deux comprimés de Tranxilium 50 par jour.
Cette posologie peut être doublée chez les personnes hospitalisées, lorsque le traitement est clairement justifié.
Instructions spéciales pour le dosage
Enfants de plus de 9 ans : l’utilisation de Tranxène doit rester exceptionnelle. L’administration de benzodiazépines dans le traitement des troubles anxieux de l’enfant repose en effet sur des connaissances largement empiriques. Les doses mentionnées ci-après sont à considérer à titre indicatif. La posologie est de l’ordre de 0,5 mg kg−1 (soit 1–3 capsules de Tranxène 5 mg par jour), répartie en plusieurs prises (voir « Contre-indications »).
Personnes âgées et insuffisants rénaux : il est recommandé de diminuer la posologie. La moitié de la dose habituellement utilisée peut par exemple être suffisante.
À l’arrêt du Tranxène, après un traitement prolongé à doses élevées, il est recommandé de réduire progressivement la posologie, afin d’éviter l’apparition d’un syndrome de sevrage (voir « Mises en garde et précautions »).
Insuffisance hépatique
Il convient d’administrer la posologie minimale efficace.

## Contre-indications
- Allergie connue aux benzodiazépines ou un des excipients
- Hypersensibilité aux benzodiazépines
- Insuffisance respiratoire sévère, avec risque d'aggravation de l'état respiratoire
- Insuffisance respiratoire sévère décompensée
- Syndrome des apnées du sommeil
- Enfants de moins de 9 ans
- Myasthénie, avec risque d'aggravation des symptômes
- Association avec l'alcool, avec augmentation des troubles de la vigilance
- Porphyrie
- Grossesse
- Allaitement

## Mises en garde et précautions
- Myasthénie : l’administration de benzodiazépines aggrave les symptômes. Il est recommandé de n’utiliser Tranxène que de manière exceptionnelle et sous surveillance médicale accrue.
- Rétention urinaire et glaucome à angle fermé.
- Insuffisance cardiaque, insuffisance respiratoire. Chez l’insuffisant respiratoire, il convient de prendre en compte l’effet dépresseur des benzodiazépines (l’aggravation de l’hypoxie peut entraîner une anxiété qui justifie une prise en charge du patient en unité de soins intensifs).
- Enfants et personnes âgées : il convient d’être prudent en cas d’administration d’une benzodiazépine chez les enfants et les personnes âgées en raison du risque d’effets indésirables au niveau du système nerveux central plus fréquent que chez les autres patients (voir « Instructions spéciales pour le dosage »).
- Insuffisance hépatique : l’administration d’une benzodiazépine en cas d’insuffisance hépatique peut entraîner la survenue d’une encéphalopathie hépatique. L’utilisation du clorazépate dans ce contexte devra par conséquent rester prudente. Il convient d’administrer la posologie minimale efficace.
- Insuffisance rénale et sujet âgé : il peut s’avérer nécessaire d’adapter la posologie (voir « Instructions spéciales pour le dosage »).
- États dépressifs : les benzodiazépines agissent essentiellement sur la composante anxieuse de la dépression. Utilisées seules, elles ne constituent pas un traitement de la dépression et peuvent éventuellement en masquer les signes. L’état dépressif peut justifier un traitement antidépresseur.
- L’absorption d’alcool est formellement déconseillée pendant la durée du traitement.

L’association de plusieurs benzodiazépines est inutile et susceptible, quelle qu’en soit l’indication, d’accroître le risque de pharmacodépendance.
L’arrêt du traitement peut entraîner un phénomène de sevrage. Il convient d’en avertir le patient et de prévoir un arrêt progressif avec décroissance posologique sur plusieurs semaines, en particulier après une utilisation prolongée ou lorsque l’on a des raisons de suspecter l’existence d’une pharmacodépendance.
Une amnésie antérograde peut survenir plus particulièrement lors de l’emploi du médicament au coucher et lorsque le sommeil est de courte durée (par exemple réveil précoce par un événement extérieur).
Dépendance : la prise de benzodiazépines peut mener à une dépendance. Ce risque augmente lors de prise prolongée, de doses élevées ou chez des patients prédisposés. Les symptômes de sevrage surviennent surtout après brusque interruption et se limitent, dans les cas les plus bénins, à des tremblements, de l’agitation, des troubles de sommeil, des angoisses, des maux de tête et des troubles de la concentration. Toutefois, d’autres symptômes tels que sudation, crampes musculaires et abdominales, troubles de la perception, et dans de rares cas, délires et crises d’épilepsie, peuvent se manifester.
Selon la durée d’action de la substance, les symptômes de sevrage apparaissent de quelques heures à une semaine ou plus après interruption de la thérapie.
Afin de diminuer au maximum le risque de dépendance, les benzodiazépines ne devraient être prescrites qu’après examen approfondi de l’indication et être prises pour une période aussi brève que possible (comme hypnotique par exemple, en règle générale, pas au-delà de quatre semaines).
La nécessité de continuer le traitement doit être périodiquement réexaminée. Un traitement prolongé n’est indiqué que chez certains patients (par exemple lors d’états de panique), et son bénéfice, en comparaison des risques, est moins évident.
Afin d’éviter des symptômes de sevrage, un arrêt progressif, pendant lequel les doses seront réduites graduellement, est conseillé. Lors d’apparition de symptômes de sevrage, une surveillance médicale très étroite et la prise en charge du patient sont indispensables.
Interactions
- Action additive (synergie) avec les dépresseurs neuromusculaires (curarisants, myorelaxants).
- Majoration du risque d’apparition d’un syndrome de sevrage par l’association de benzodiazépines prescrites comme anxiolytiques ou comme hypnotiques.

Associations déconseillées
- Alcool : l’absorption de boissons alcoolisées et de médicaments contenant de l’alcool est déconseillée pendant le traitement et dans les jours qui suivent la dernière administration, en raison de la majoration par l’alcool de l’effet sédatif des benzodiazépines.

Associations nécessitant des précautions d’emploi
- Dépresseurs du système nerveux central : dérivés morphiniques y inclus buprénorphine (analgésiques et antitussifs), barbituriques, antidépresseurs, antihistaminiques sédatifs, tranquillisants autres que benzodiazépines, neuroleptiques, clonidine et apparentés. Majoration de la dépression centrale, avec un risque accru de dépression respiratoire, voire d’arrêt respiratoire.
- Cisapride : majoration transitoire de l’effet sédatif des benzodiazépines par augmentation de leur vitesse d’absorption.
- Inhibiteurs du CYP 3A4 : ces produits pourraient réduire le métabolisme du métabolite actif du clorazépate (le N-desméthyldiazépam). En cas d’administration concomitante d’un inhibiteur modéré ou puissant du CYP 3A4 et de clorazépate, les patients doivent être surveillés.
- Cimétidine et disulfirame : potentialisation possible des effets du Tranxène. L’administration concomitante est déconseillée.
- Clozapine : risque accru de collapsus avec arrêt respiratoire et/ou cardiaque.
- Oméprazole et autres inhibiteurs du CYP 2C19 : ces produits peuvent provoquer une inhibition du métabolisme du nordiazépam (N-desméthyldiazépam, métabolite actif) se traduisant par une augmentation des taux plasmatiques de ce produit.

Grossesse
Il existe des évidences positives de risque pour le fœtus humain, mais les bénéfices d’un emploi chez la femme peuvent être acceptés malgré ce risque.
L’utilisation des benzodiazépines au cours du dernier trimestre de la grossesse est susceptible d’entraîner, à la naissance, une hypotonie et une détresse respiratoire chez le nouveau-né.
Un syndrome de sevrage peut apparaître après quelques jours à quelques semaines d’âge. Les principaux symptômes sont : hyperexcitabilité voire convulsions, tremblements et hypertonie.
Dans ces conditions, Tranxène ne devrait être prescrit que pour des indications d’ordre vital ou des affections sévères sans alternative thérapeutique à moindre risque.
Allaitement
Le N-desméthyldiazépam passant dans le lait, Tranxène est déconseillé pendant la période d’allaitement. Les principaux symptômes pouvant survenir chez l’enfant en cas d’administration du clorazépate pendant l’allaitement sont : hypoactivité, perte de poids, anorexie, dépression respiratoire, apnée.
Effets sur l’aptitude à la conduite et l’utilisation de machines
- Vigilance, capacité de réaction : les benzodiazépines peuvent perturber le seuil de la vigilance.

L’attention sera attirée notamment chez les conducteurs de véhicule ou les utilisateurs de machine sur les risques de somnolence liés à l’emploi de ce médicament.
En raison de la longue demi-vie du desméthyldiazépam, la sédation entraînée par Tranxène devra être particulièrement prise en compte pour la sortie des patients faisant l’objet d’explorations ou d’interventions à titre ambulatoire.
Une surveillance particulière ainsi qu’une justification précise du traitement sont nécessaires lors d’un risque de dépendance, particulièrement s’il existe déjà des dépendances vis-à-vis de drogues, de médicaments ou d’alcool.

## Propriétés/Effets
- Code ATC : N05BA05
- Mécanisme d’action

Le principe actif est le clorazépate dipotassique, un dérivé des benzodiazépines à demi-vie longues (Diazepam, Prazepam...)
Aux doses usuelles (5–30 mg/jour), le clorazépate dipotassique présente une action anxiolytique avec réduction de la tension anxieuse et de l’instabilité émotionnelle.
On considère par convention[réf. nécessaire] que 10 mg de diazepam équivaut à 15 mg de clorazepate Dipotassique, ce qui en fait une benzodiazepine puissante[pas clair].
Comme pour toutes les benzodiazépines, le clorazépate dipotassique possède également une activité myorelaxante et anticonvulsivante ainsi qu’un effet amnésiant.
À doses plus élevées, on peut observer une sédation d’importance variable selon la posologie.
Ces effets sont liés à une action agoniste spécifique sur un récepteur central faisant partie du complexe « récepteurs macromoléculaires GABA-OMEGA » (également appelés BZD1 et BZD2) modulant l’ouverture du canal « chlore ».
Ces propriétés reposant sur des bases expérimentales ont été confirmées par les essais cliniques.
Une pharmacodépendance peut être observée chez l’animal et chez l’homme, mais celle ci est moins marquée que les benzodiazepines à demi-vie plus courte.
Tranxilium ou Tranxene utilisés en monothérapie ne convient pas au traitement des psychoses ou des dépressions utilisés seuls.
Le clorazepate Dipotassique possède une série de métabolites anxiolytique tels que l’oxazepam, le N-desmethyldiazepam et le nordazepam; ce qui explique la durée des effets anxiolytique et une fréquence de prise réduite.
C’est un médicament qui possède un intérêt au sevrage des benzodiazepines du fait de sa longue demi-vie. L’utilisation dans ce cadre reste peu exploité.

## Pharmacologie
- Absorption : Après administration orale, indépendamment du pH gastrique, le clorazépate dipotassique est presque totalement converti (effet de premier passage présystémique) en N-desméthyldiazépam, principal métabolite actif ; celui-ci est alors rapidement absorbé. Les concentrations plasmatiques maximales sont atteintes environ 1 heure après l’administration.
- Distribution : La fixation protéique du clorazépate dipotassique et de son métabolite principal, le N-desméthyldiazépam, est supérieure à 95 %. Le volume de distribution du N-desméthyldiazépam est de 90 l.

Métabolisme
L’activité du clorazépate dipotassique repose sur la formation de son métabolite actif, le N-desméthyldiazépam.
Le métabolisme du N-desméthyldiazepam se fait principalement par les isoformes CYP 3A4 et CYP 2C19.
Un autre métabolite actif (l’oxazépam) se forme aussi.
- Élimination : La demi-vie d’élimination du clorazépate dipotassique est de quelques minutes et ce, aussi bien après administration orale unique que répétée. À l’opposé, la demi-vie du N-desméthyldiazépam varie entre 30 et 150 heures.

L’élimination du clorazépate dipotassique et de ses métabolites (N-desméthyldiazépam, oxazépam, parahydroxynordiazépam) se fait principalement dans les urines sous forme glucuronoconjuguée et partiellement dans les selles.
- Cinétique pour certains groupes de patients
- Insuffisance rénale : Des études en cas d’insuffisance rénale légère, moyennement grave et grave ne sont pas disponibles. Chez l’insuffisant rénal soumis à dialyse, la liaison aux protéines du N-desméthyldiazépam est diminuée et l’augmentation de la fraction libre est associée à une diminution de la clairance correspondante.
- Insuffisance hépatique : On ne dispose pas d’études spécifiques sur la cinétique du clorazépate chez l’insuffisant hépatique. Il existe des données indiquant que les concentrations sériques du N-desméthyldiazépam ne varient pas de manière significative en cas d’atteinte hépatique faible. Concernant le risque d’encéphalopathie hépatique, voir « Mises en garde et précautions ».

## Effets secondaires
Les plus fréquents sont la somnolence et les vertiges. Son emploi prolongé entraîne un risque modéré de pharmacodépendance.
Les effets indésirables dus au Tranxène sont en rapport avec la dose et la sensibilité individuelle du patient.
- Troubles psychiatriques.
- Fréquent : bradypsychie.
- Occasionnel : chez certains sujets (en particulier les enfants et les gens âgés), on peut observer des réactions paradoxales : irritabilité, agressivité, excitation, syndrome de confusion onirique, hallucinations.
- Rare : à l’arrêt du traitement, un syndrome de rebond peut se manifester sous forme d’une exacerbation de l’anxiété qui avait motivé le traitement.

L’usage prolongé (rare pour la forme injectable), en particulier à posologie élevée, peut mener à un état physique de dépendance. L’arrêt du traitement conduit alors à un syndrome de sevrage (voir « Mises en garde et précautions »). Cet effet peut survenir plus rapidement avec des benzodiazépines d’une courte demi-vie qu’avec les benzodiazépines d’une longue demi-vie (plusieurs jours).
Troubles du système nerveux central.
- Très fréquent : somnolence (en particulier chez le sujet âgé).
- Fréquent : hypotonie musculaire et ataxie, en particulier chez les personnes âgées, sensations ébrieuses.
- Amnésie antérograde (voir « Mises en garde et précautions »).
- Troubles cardio-vasculaires.
- Hypotension, bradycardie.
- Organes respiratoires.
- Dépression respiratoire.
- Troubles cutanés et des tissus sous-cutanés.
- Rare : éruptions cutanées de type maculopapuleux et prurigineuses.
- Troubles généraux et accidents liés au site d’administration.
- Fréquent : asthénie.
- Phlébites.

## Surdosage
Les signes d’un surdosage se manifestent principalement par un sommeil profond pouvant aller jusqu’au coma, selon la quantité administrée.
Le pronostic est en général bénin, en l’absence toutefois d’association à d’autres psychotropes et à condition que le sujet soit traité.
En cas de surdosage simultané d’autres dépresseurs du système nerveux central, le risque de dépression respiratoire, voire d’arrêt respiratoire est élevé.
La surveillance portera principalement sur les fonctions respiratoires et cardiovasculaires en milieu spécialisé. L’évolution est en général favorable.
L’administration de flumazénil peut être utile pour le diagnostic et/ou le traitement d’un surdosage intentionnel ou accidentel en benzodiazépines.

## Toxicité
Toxicité aigüe/chronique/subchronique
Les benzodiazepines ont une faible toxicité aiguë.
Des études de toxicité subchronique et chronique ont été menées sur différentes espèces animales (rat, lapin, chien, singe rhésus). Après administration à haute dose chez le chien, des effets hépatotoxiques sont survenus (augmentation de la masse hépatique, de la phosphatase alcaline, du cholestérol sérique et des ALAT). Étant donné qu’aucun effet hépatogénique n’a été observé dans d’autres espèces animales, ceci a été considéré comme une sensibilité spécifique à cette espèce. Après administration de hautes doses chez la femelle rhésus, une légère baisse du taux de leucocytes est survenue. Tous les autres paramètres se situaient dans les limites de la normale.
Mutagénicité et carcinogénicité
Il n’y a pas de tests de mutagénicité avec le clorazépate dipotassique. À ce jour, il n’y a pas d’évidence suggérant que les benzodiazépines puissent induire des mutations géniques ou chromosomiques. Il n’y a pas d’étude de carcinogénicité à long terme disponible pour le clorazépate dipotassique.
Toxicité en rapport avec la reproduction
Les études chez l’animal n’ont montré aucune évidence de potentiel tératogénique du clorazépate dipotassique. Le taux de malformations associé à la prise de benzodiazépines à doses thérapeutiques en début de grossesse est faible. Quelques études épidémiologiques ont cependant suggéré un risque augmenté de fente palatine et il y a eu quelques cas rapportés d’anomalies et de retard mental chez les enfants exposé avant la naissance à la suite d'un surdosage ou d'une intoxication.